# Четвертичная структура

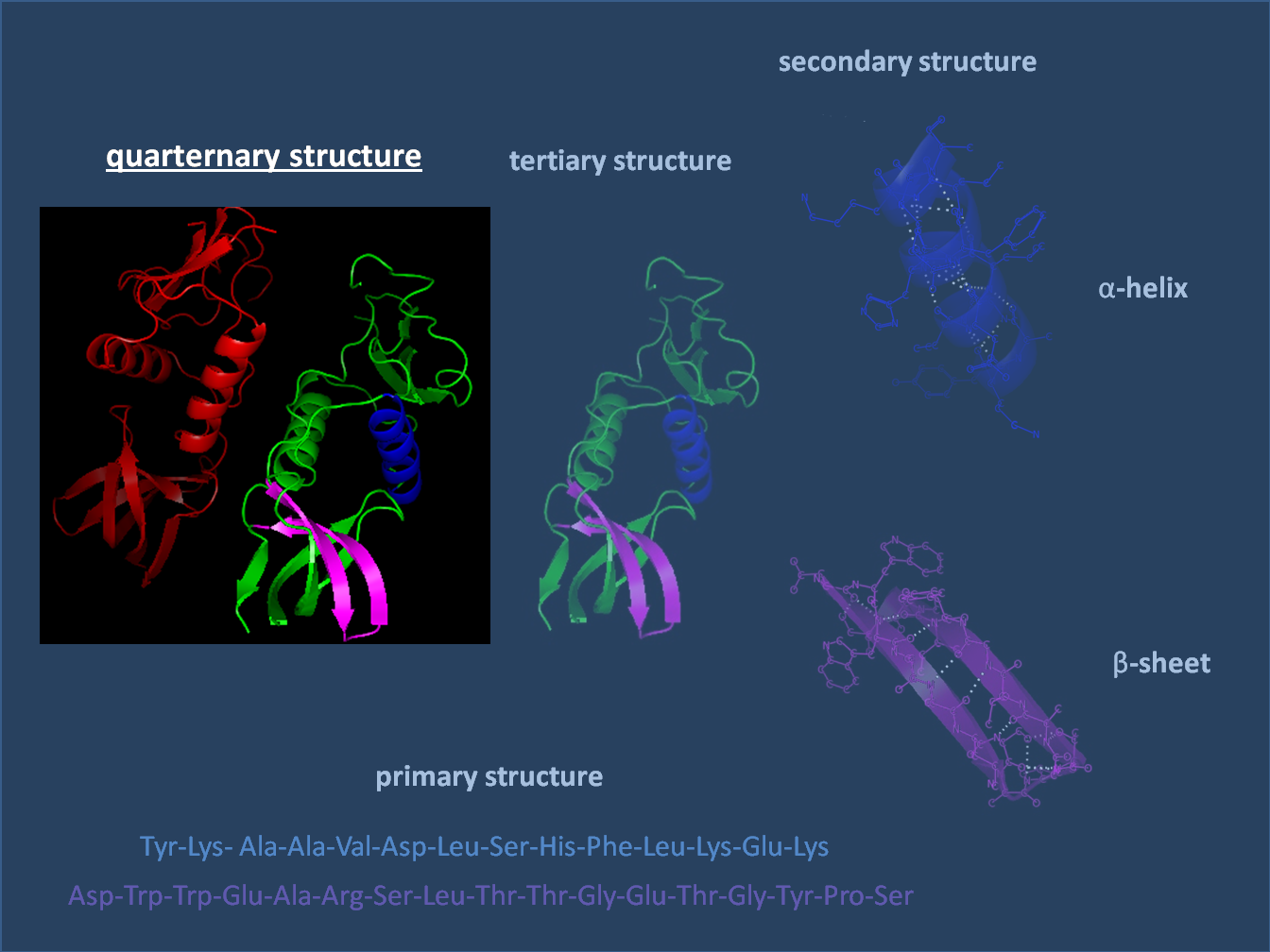
Четвертичная структура

Четвертичная структура — способ укладки в пространстве отдельных полипептидных цепей, обладающих одинаковой (или разной) первичной, вторичной или третичной структурой, и формирование единого в структурном и функциональном отношениях макромолекулярного образования. Специфичность четвертичной структуры белков проявляется в определенной конформационной автономии полипептидных фрагментов, входящих в состав макромолекулы белка. Вклад гидрофобных взаимодействий в стабилизацию третичной и четвертичной структуры белков весьма значителен: в случае третичной структуры на их долю приходится больше половины стабилизирующей силы.

## Примеры и номенклатура

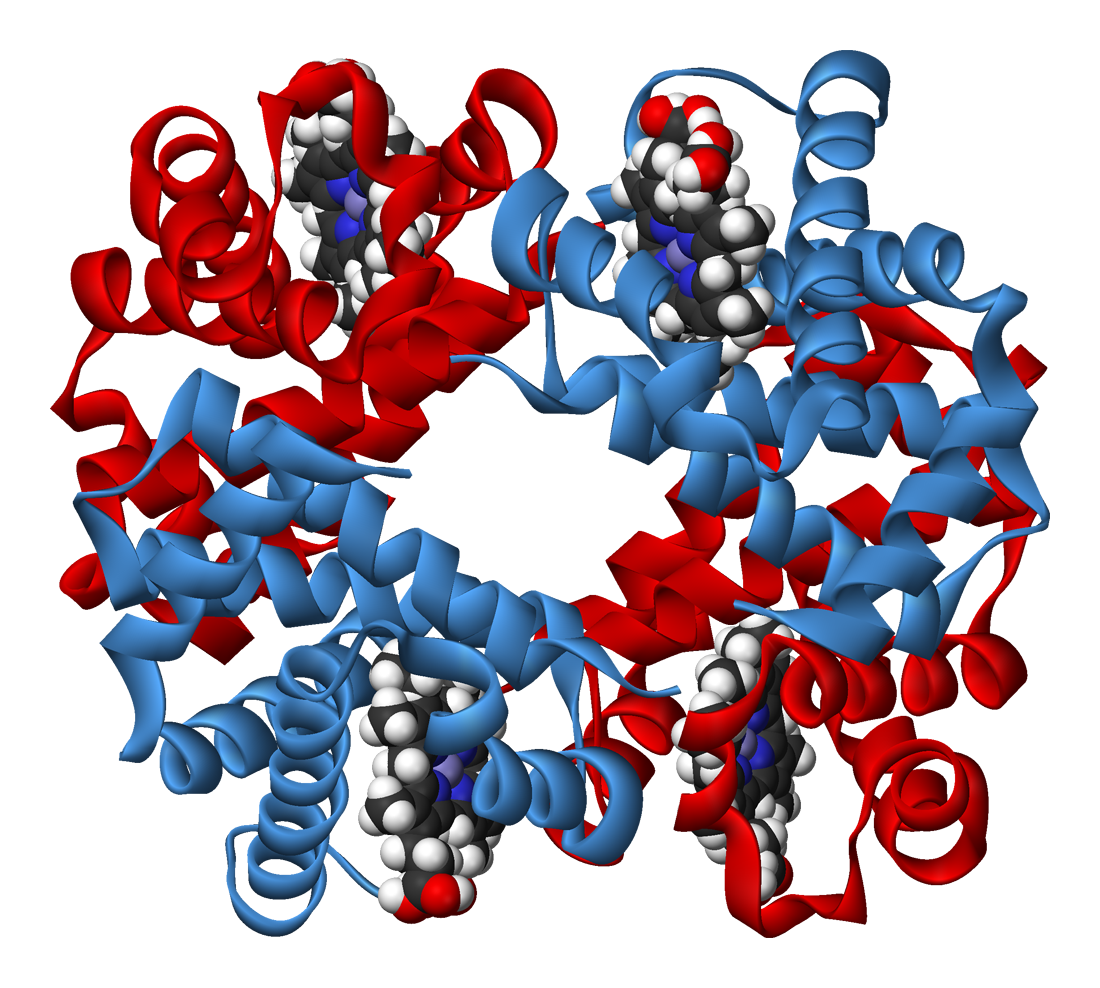
Гемоглобин

Примеры белков с четвертичной структурой включают гемоглобин, ДНК-полимеразу, ионные каналы. Номенклатура белков с четвертичной структурой также особая. Числа субъединиц в олигомерном комплексе описываются с помощью имен, которые заканчиваются на -мер (по-гречески «части, подразделения»).
Хотя комплексы выше, чем октамер, редко наблюдаются у большинства белков, существует несколько исключений: вирусный капсид; протеасомы (четыре гептамерных кольца = 28 субъединиц), транскрипционный комплекс и сплайсосома. Рибосомы — крупнейшие молекулярные машины, состоящие из множества РНК и белковых молекул. В некоторых случаях белки образуют комплексы, которые затем собираются в еще большие комплексы. Четвертичная структура белков имеет отношение к существованию изоферментов. Особенно хорошо изучен в этом отношении благодаря исследованиям Каплана, Маркерта и их сотрудников фермент лактатдегидрогеназы; этот фермент был выделен из организма цыплёнка в двух основных формах, из которых одна характерна для скелетных мышц, а другая — для сердечной мышцы. Эти две формы заметно отличаются друг от друга как по аминокислотному составу, так и по некоторым физическим, иммунологическим и каталитическим свойствам.
Четвертичная структура белков варьируется очень широко. На некоторых электронных микрофотографиях ясно видны агрегаты белковых молекул, однако их тонкую структуру установить не удаётся.

## Определение четвертичной структуры белка
Белки четвертичной структуры могут быть определены с использованием различных экспериментальных методов, которые требуют образца белка в различных экспериментальных условиях. Эксперименты часто обеспечивают оценку массы нативного белка и, вместе со знанием массы и/или стехиометрии субъединицы, позволяют предположить четвертичную структуру. Число субъединиц в белковом комплексе часто может быть определено путём измерения гидродинамического молекулярного объёма или массы интактного комплекса. Некоторые методы биоинформатики были разработаны для прогнозирования признаков четвертичной структуры белков на основе информации об их последовательности.

### Методы, которые измеряют массу интактного комплекса непосредственно
- Масс-спектрометрия;
- Аналитическое ультрацентрифугирование;

### Методы, которые измеряют размер интактного комплекса непосредственно
- Рэлеевское рассеяние
- Эксклюзионная хроматография
- Двойная интерферометрия поляризации